# Ultimul revelion (film din 1978)
Ultimul revelion (titlul original: în franceză Mon premier amour) este un film dramatic francez, realizat în 1978 de regizorul Élie Chouraqui, după romanul omonim al scriitorului Jack-Alain Léger, protagoniști fiind actorii Anouk Aimée, Richard Berry, Nathalie Baye și Gabriele Ferzetti.

## Rezumat
Jane locuiește cu fiul ei Richard, un tânăr încă în adolescență. Jane, care este grav bolnavă, este în tratament de mai bine de șase luni, dar fiul ei nu știe. Richard vine și pleacă, aleargă de la Beaux-Arts la studio, de la studio la antrenamentul de box, de la box la prietena sa Fabienne și de la Fabienne la prietenii săi. Acasă nu este surprins să-și găsească mereu lucrurile gata pregătite și masa pusă pentru el. Dar într-o dimineață totul devine prea greu pentru Jane și îi cere fiului ei să o însoțească la spital. Va fi cea mai grea zi dar și începutul unui impuls extraordinar care le va apropia pe aceste două ființe care împărtășesc același secret. Începutul luptei și împotriva bolii, dar și a morții. Ceilalți brusc nu mai există: nici Georges, tatăl, despărțit de Jane de câțiva ani, nici Fabienne, pe care tânărul o uită. Doar pentru ei, mamă și fiu, aceste zile vor fi pline de speranțe, deoarece Richard îi redă mamei sale gustul pentru viață. Și când Jane îl va părăsi pe Richard, acesta va învăța mult mai multe decât adolescentul de ieri, care credea că știe totul.

## Distribuție
- Anouk Aimée – Jane Romain
- Richard Berry – Richard
- Nathalie Baye – Fabienne
- Gabriele Ferzetti – Georges
- Jacques Villeret – Jacques Labrousse
- Gilles Ségal – profesorul
- Nicole Seguin – Carole
- Arlette Gordon – Sarah
- Jacques Ebner – portarul de noapte
- René Bouloc – șoferul de taxi
- Stéphane Nachba – Richard, copilul
- Bernard-Pierre Donnadieu – patronul de cafenea
- Maurice Chouraqui – un prieten
- Patrick Buenos – un șofer de taxi

## Premii și nominalizări
- 1979 Premiul César Ediția a IV-a
  - Nominalizare la Cea mai bună actriță lui Anouk Aimée[2]